# Adalbert Rech
Adalbert (Béla) Rech (n. 15.08.1903 la Timișoara - d. 08.01.1976 la Reșița) a fost un jucător de fotbal care a jucat pentru Echipa națională de fotbal a României. 
Ucenicia în fotbal și-a făcut-o în armată, la Cernăuți (1921-1923). 
Când a revenit la Timișoara, a început să joace la echipa C.S. Chinezul Timișoara (maghiară: Kinizsi Temesvár), pe post de fundaș (1923-1929). Mutându-se cu serviciul la Reșița, a jucat apoi la echipa CSM Școlar Reșița, între anii 1930 și 1938, tot în apărare. A fost campion al României, cu echipa CSM Școlar Reșița (UDR), în sezonul 1930-1931. A fost un entuziast jucător, până în momentul îmbolnăvirii (TBC). 
A fost maistru la Depozitul de fier laminat al Uzinelor și Domeniilor Reșița.
A fost convocat pentru mai multe meciuri ale echipei naționale, printre care: Iugoslavia - România, Belgrad, 06.05.1928.